# Palaeotoma styphelana
Palaeotoma styphelana är en fjärilsart som beskrevs av Edward Meyrick 1881. Palaeotoma styphelana ingår i släktet Palaeotoma och familjen vecklare. Inga underarter finns listade i Catalogue of Life.